# Qaldoun al-Marah
Qaldoun al-Marah (tiếng Ả Rập: قلدون المراح, còn được gọi là al-Mirah) là một ngôi làng ở miền nam Syria, một phần hành chính của Tỉnh bang Dimashq, nằm ở phía đông bắc Damascus, trên tuyến đường caravan cổ xưa đến Homs và Aleppo, thuộc dãy núi Qalamoun. Các địa phương gần đó bao gồm Yabroud, an- Nabek, al-Sahel và Deir Atiyah ở phía bắc, ar-Ruhaybah, Jayroud, al-Dumayr và al-Qutayfah ở phía nam, và Ma'loula, Assal al-Ward và Hosh Arab tây nam. Theo Cục Thống kê Trung ương Syria, Qaldoun al-Marah có dân số 2.561 người trong cuộc điều tra dân số năm 2004.
Nó có một nhóm người Turkmen Syria.